# Réserve de biosphère de la Basse vallée de l’Ouémé
La réserve de biosphère de la Basse vallée de l’Ouémé est une réserve de biosphère située sur la côte atlantique sud-est du Bénin. Elle est ajoutée au réseau mondial des réserves de biosphère par l’Organisation des Nations unies pour l’éducation, la science et la culture UNESCO en 2020.

## Environnement
Un point chaud naturel de la biodiversité équato-guinéenne à l’ouest et de la biodiversité équato- congolaise à l’est. Et s’étale sur plus de 850 500 ha et intègre la flore naturelle locale, aussi, les écosystèmes hydromorphes, les prairies, les marais, les forêts galeries et les mangroves, qui ajoutent tous de la valeur à la biodiversité naturelle du site,,.

## Économie
Cette zone est caractérisée par une disponibilité permanente de l'eau du fleuve Ouémé,des lacs et des lagunes. Aussi, la cité lacustre de Ganvié qui est une zone humide est d'une importance internationale,.

## Articles Connexes
- Bouche du Roy
- Réserve de biosphère transfrontière
- Basse Vallée de l'Ouémé, Lagune de Porto-Novo, Lac Nokoué
- Liste des aires protégées du Bénin